# Pueblo (Colorado)
Pueblo település az Amerikai Egyesült Államok Colorado államában, Pueblo megyében, melynek megyeszékhelye is. Lakosainak száma 111 876 fő (2020. április 1.).

## Népesség
A település népességének változása:

| 2010 | 106 595 |
| 2020 | 111 876 |